# Cimex pipistrelli
Cimex pipistrelli is een wants uit de familie van de Cimicidae (Bedwantsen). De soort werd het eerst wetenschappelijk beschreven door Jenyns in 1839.

## Uiterlijk
De ovale wants is zeer kortvleugelig (micropteer) en kan 4 tot 5,5 mm lang worden. De wants is geelbruin tot roodbruin. Ze hebben een relatief brede kop, halsschild en achterlichaam. Het scutellum is licht gebold. De steeksnuit is kort en stevig. Van de antennes is het eerste segment dik en kort (1,3 keer zo lang als breed), het tweede is dun en lang, de laatste twee segmenten zijn dun. De pootjes zijn kort en stevig.

## Leefwijze
De soort overleeft de winter als imago en als nimf en eet dan niets. Ze worden gevonden in de kraamkamers van vleermuizen, bijvoorbeeld op kerkzolders. Ze leven van het bloed van vleermuizen, zoals dwergvleermuizen (Pipistrellus), de rosse vleermuis (Nyctalus noctula), de meervleermuis (Myotis dasycneme) en de laatvlieger (Eptesicus serotinus).

## Leefgebied
De soort is in Nederland niet meer waargenomen sinds 1977 maar mogelijk komt dit door de specifieke levenswijze. De wants komt voor van West-Europa tot in Kazachstan, Mongolië en Siberië.